# Seedy Jatta
Seedyahmed „Seedy“ Tijan Jatta (* 18. März 2003) ist ein norwegischer Fußballspieler, der aktuell beim österreichischen Bundesligisten SK Sturm Graz unter Vertrag steht.

## Karriere

### Verein
Jatta begann seine Karriere beim Bjørndal IF. Zur Saison 2017 wechselte er zu Skeid Oslo. Zur Saison 2020 wechselte er zu Vålerenga Oslo, wo er zunächst für die Reserve spielen sollte. In seiner ersten Saison kam er neunmal in der PostNord-Ligaen zum Einsatz. Zur Saison 2021 rückte der Angreifer in den Kader der Profis des Erstligisten. Sein Debüt in der Eliteserien gab er dann im Mai 2021 gegen Sandefjord Fotball. In der Saison 2021 kam er zu 24 Einsätzen im Oberhaus, in denen er zweimal traf. In der Saison 2022 machte er ein Tor in 20 Partien.
In der Saison 2023 kam er zu 17 Einsätzen, in denen er fünf Tore erzielte.
Im August 2023 wechselte er für eine kolportierte Ablösesumme von rund 2,6 Millionen Euro zum österreichischen Bundesligisten SK Sturm Graz, bei dem er einen bis 2027 laufenden Vertrag erhielt. Bei seinem Debüt am 19. August 2023 gegen den SC Austria Lustenau fiel er nur sechs Minuten nach Spielbeginn verletzungsbedingt aus, nachdem er sich Brüche von drei Querfortsätzen der Lendenwirbel auf der linken Seite zugezogen hatte. Nach einem befürchteten wochenlangen Ausfall kehrte Jatta bereits einen Monat später ins Mannschaftstraining zurück und kam in weiterer Folge zu einer Reihe von Einsätzen in Liga, Cup und Europa League, ehe er sich am 2. November 2023 beim 3:2-Sieg im Pokalachtelfinale gegen den Grazer AK abermals verletzte. Aufgrund eines Muskelfaserrisses im Oberschenkel sollte er zumindest bis zur Winterpause verletzungsbedingt ausfallen. Nachdem er in dieser wieder mit der Mannschaft trainierte, erlitt er Mitte Januar 2024 während des Trainings einen Riss des Syndesmosebandes, was eine neuerliche Operation und einen abermaligen Ausfall nach sich zog.

### Nationalmannschaft
Jatta durchlief ab der U-16 sämtliche norwegische Jugendnationalauswahlen. Im November 2022 debütierte er für das U-21-Team. Mit diesem nahm er dann 2023 auch an der EM teil. Während des Turniers kam er in allen drei Partien der Norweger zum Zug, mit denen er aber in der Vorrunde ausschied.

## Erfolge
- Österreichischer Meister: 2024, 2025
- Österreichischer Cupsieger: 2024